# Machaerium cobanense
Machaerium cobanense är en ärtväxtart som beskrevs av John Donnell Smith. Machaerium cobanense ingår i släktet Machaerium och familjen ärtväxter. Inga underarter finns listade i Catalogue of Life.